# Sieben frühe Lieder

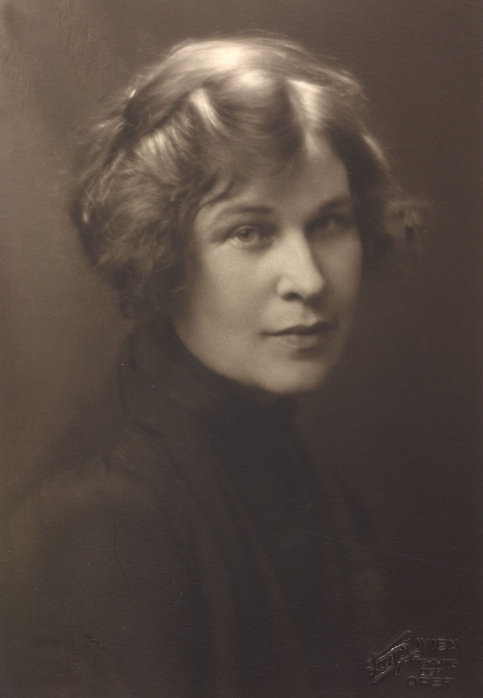
Helene Berg

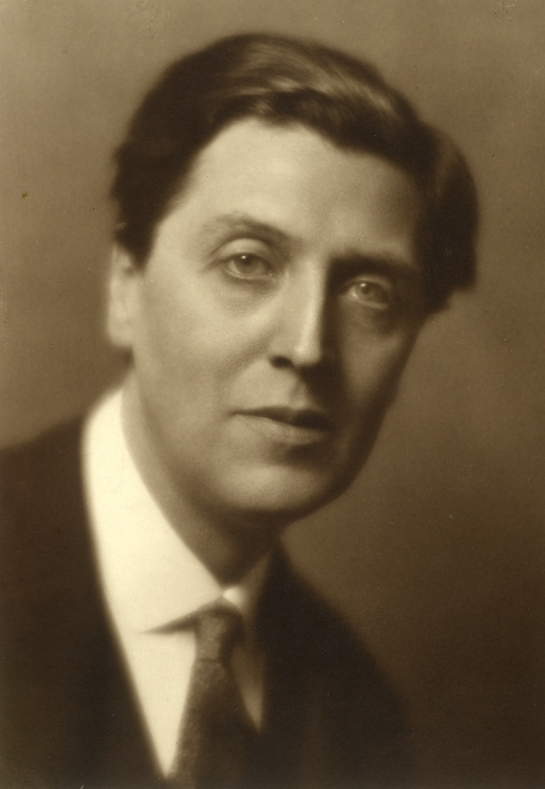
Alban Berg

Sieben frühe Lieder (ohne Opuszahl) ist eine Lieder-Sammlung von Alban Berg, entstanden in den Jahren 1905 bis 1908.
Die Texte stammen von sieben verschiedenen Dichtern deutscher Sprache. Die Lieder sind stilistisch hoch divers, führen von der Spätromantik hin zu frühen Formen der Atonalität. Es bestehen Klavier- und Orchesterfassungen. Die Sammlung wurde 1928 veröffentlicht, sie ist Helene Berg gewidmet.

## Die einzelnen Lieder
- Nacht – Text: Carl Hauptmann
- Schilflied – Nikolaus Lenau
- Die Nachtigall – Theodor Storm
- Traumgekrönt – Rainer Maria Rilke
- Im Zimmer – Johannes Schlaf
- Liebesode – Otto Erich Hartleben
- Sommertage – Paul Hohenberg

Ursprünglich waren die sieben Lieder für mittelhohe Stimme gesetzt. 1928 transponierte der Komponist die Lieder für hohe Stimme und Orchester. In der Aufführungspraxis bestehen Klavier- und Orchesterfassung nebeneinander, ebenso mittlere und hohe Stimme. Am 6. November 1928 dirigierte Robert Heger im großen Saal des Wiener Musikvereins die Uraufführung der Orchesterfassung, gesungen von Claire Born.

## Kontext
88 Lieder hat Alban Berg komponiert, siebzig blieben zu Lebzeiten unveröffentlicht. Die Sieben frühen Lieder waren ursprünglich gar nicht als Zyklus gedacht. Seine Frühwerke hielt der Komponist allesamt für nicht relevant. 1904 wurde er wie Anton von Webern als Privatschüler bei Arnold Schönberg aufgenommen. Die Lieder der Sammlung entstanden in seinen frühen Lehrjahren. Drei der Lieder wurden 1907 in Wien bei einem Kompositionsabend von Schönberg-Schülern aufgeführt, des Komponisten erstes Konzert vor Publikum. Die drei uraufgeführten Lieder waren Traumgekrönt, Liebesode und Die Nachtigall. 1928 publizierte Berg – nachdem er die Komposition seiner ersten Oper Wozzeck abgeschlossen hatte – diese Sammlung ohne Opuszahl, sowohl in Klavier- als auch in Orchesterfassungen. Berg kannte die Lyrik seiner Zeit genau, es ist folglich davon auszugehen, dass bei der Zusammenstellung des Zyklus auch die literarischen Qualitäten eine Rolle spielten.

## Stil
Mit diesen Miniaturen setzte sich der junge Berg mit der Liedtradition des 19. Jahrhunderts auseinander, insbesondere mit Hugo Wolf und Gustav Mahler. Der Einfluss Mahlers ist in diesen, wie auch allen übrigen Liedkompositionen der zweiten Wiener Schule, deutlich spürbar. Die Nachtigall nach Storm zählt zu den spätromantisch tonalen, schlichten Gesängen der Gruppe. Das Lied steht am Wendepunkt im Leben eines jungen Mädchens und beschreibt einen Moment widersprüchlichster Gefühle. Die Musik steigert sich zur Ekstase, die im Text nur angedeutet war. Andere Lieder offenbarten bereits den Zug zur Atonalität. „Er hat wie Mahler alles ganz deutlich und exakt geschrieben. Vor allem die Tonlängen am Schluss der Phrasen, Akzente. Gustav Mahler ging ja wirklich auch in den Mikrokosmos, was ja das Lied eigentlich ist. Genauso Berg“, so Diana Damrau. Es ist eine gewisse Morbidität, die in den Sieben frühen Liedern anklingt, etwas Rauschhaftes und Schillerndes. Villa Musica schreibt: „Eine Fin-de-Siècle-Opulenz, die gleichzeitig auch etwas Dekadentes an sich hat.“ Im Zentrum des Zyklus steht das Lied Traumgekrönt, auf dessen Euphorie folgt, wie in der Realität der Liebesbeziehung, die Ermattung.
Es gibt mannigfaltige Konnotationen, insbesondere zu Wagner, Strauss und Debussy. Die Strenge der Komposition wird allgemeinhin auf den Einfluss des Lehrers Schönberg zurückgeführt. Doch die melodische Pracht der Nacht sei eindeutig mit Debussy zu verorten, meinen einige Kenner der Kompositionslehre.

## Widmung
Meiner Helene, so lautet die Widmung. Alban Berg hatte seine spätere Frau Helene zur Entstehungszeit der Lieder kennengelernt. Die Sopranistin Diana Damrau, die die Sieben frühen Lieder gemeinsam mit Stephan Matthias Lademann am Klavier bei den Salzburger Festspielen 2005 vortrug, charakterisierte sie wie folgt: „Es geht wirklich um die große Liebe, aber auch um die körperliche Liebe und um die Erschöpfung danach. Und einfach dieses Liebesglück einer erfüllten Zweisamkeit.“ Als der Komponist sich seinen Jugendwerken widmete und zur Publikation vorbereitete, also zwanzig Jahre später, steckte die Beziehung zu seiner Helene in einer Krise. Die Leidenschaft des Komponisten galt inzwischen einer anderen. „Ironie des Künstlerschicksals“, konstatierte Florian Heurich auf BR-Klassik.
Insbesondere Frauen haben sich in den Jahren seit 1945 dieser Liedersammlung gewidmet. Zu den berühmten Interpretinnen der Sieben frühen Lieder zählen: Barbara Bonney, Jane Eaglen, Renée Fleming, Elīna Garanča, Susan Graham, Evelyn Lear, Christa Ludwig, Margaret Marshall, Jessye Norman, Anne Sofie von Otter, Lucia Popp, Violeta Urmana und Linda Watson.